# Severská kombinace na Zimních olympijských hrách 1924
V severské kombinaci se udělovaly pouze olympijské medaile a nesoutěžilo se o titul mistra světa. Thorleif Haug se účastnil všech disciplín severského lyžování a získal tři zlaté a ve skoku bronzovou medaili, která mu posléze byla odebrána. Thoralf Strømstad byl po skoku na druhém místě a v běhu mu stačilo doběhnout na třetím místě, aby si udržel stříbrnou medaili. Johan Grøttumsbråten, který byl po skoku až osmý, si skvělým během zajistil bronz.
Jediným závodníkem, který pronikl mezi severskou elitu byl československý závodník Josef Adolf, který skončil na posledním klasifikovaném, šestém místě.

## Přehled medailí
| Pořadí | Země         | Zlato | Stříbro | Bronz | Celkově |
| ------ | ------------ | ----- | ------- | ----- | ------- |
| 1      | Norsko (NOR) | 1     | 1       | 1     | 3       |
|        | Celkem       | 1     | 1       | 1     | 3       |

## Muži

### Jednotlivci
Datum závodu: 2. února 1924 (Běh na lyžích na 15 km) a 4. února 1924 (Skok na středním můstku)
| Místo            | Jméno                | Stát                 | Body (běh) | Body (skok) | Bodový průměr  |
| ---------------- | -------------------- | -------------------- | ---------- | ----------- | -------------- |
| Zlatá medaile    | Thorleif Haug        | Norsko (NOR)         | 20,000     | 17,812      | 18,906         |
| Stříbrná medaile | Thoralf Strømstad    | Norsko (NOR)         | 18,750     | 17,687      | 18,219         |
| Bronzová medaile | Johan Grøttumsbråten | Norsko (NOR)         | 19,375     | 16,333      | 17,854         |
| 4                | Harald Økern         | Norsko (NOR)         | 17,125     | 17,395      | 17,260         |
| 5                | Axel Nilsson         | Švédsko (SWE)        | 11,625     | 16,500      | 14,063         |
| 6                | Josef Adolf          | Československo (TCH) | 14,625     | 12,916      | 13,770         |
| 7                | Walter Buchberger    | Československo (TCH) | 11,000     | 16,250      | 13,625         |
| 8                | Menotti Jakobsson    | Švédsko (SWE)        | 8,750      | 16,895      | 12,823         |
| 9                | Verner Eklöf         | Finsko (FIN)         | 10,250     | 14,916      | 12,583         |
| 10               | Klébert Balmat       | Francie (FRA)        | 10,375     | 14,291      | 12,333         |
| ---              | ---                  | ---                  | ---        | ---         | ---            |
| 13               | Josef Bím            | Československo (TCH) | 10,750     | 13,416      | 12,083         |
| -                | Otakar Německý       | Československo (TCH) | vzdal      | nenastoupil | neklasifikován |

Oficiálně byli klasifikováni pouze závodníci na prvních šesti místech. Další závodníci jsou v oficiálních výsledcích z olympiády uvedeni jako neklasifikovaní.